# تشيستر إي. بريان
تشيستر إي. بريان (بالإنجليزية: Chester E. Bryan)‏ هو صحفي وسياسي أمريكي، ولد في 29 أكتوبر 1859 في لندن في الولايات المتحدة، وتوفي بنفس المكان في 11 يناير 1944. حزبياً، نشط في الحزب الديمقراطي. وقد انتخب أمين صندوق الدولة ‏.